# Liste von Persönlichkeiten der Stadt Tirana
Die folgenden Listen enthalten in Tirana geborene sowie zeitweise dort lebende und wirkende Persönlichkeiten chronologisch aufgelistet nach dem Geburtsjahr. Die Liste erhebt keinen Anspruch auf Vollständigkeit.

## In Tirana geborene Persönlichkeiten

### Bis 1950
- Essad Pascha Toptani (1863–1920), Politiker
- Ibrahim Dalliu (1878–1952), Gelehrter, Publizist und Patriot
- Sadik Kaceli (1914–2000), Maler
- Beqir Balluku (1917–1974), Politiker, wurde von Enver Hoxha hingerichtet
- Abdyl Këllezi (1919–1976), Politiker
- Prokop Murra (1921–2005), Politiker
- Besim Fagu (1925–1999), Fußballspieler
- Hafsa Zyberi (1925–1994), Sängerin
- Aristidh Parapani (1926–1979), Fußballspieler
- Esma Agolli (1928–2010), Schauspielerin
- Pirro Angjeli (* 1929), Radrennfahrer
- Federik Mirdita (1931–2016), österreichischer Regisseur
- Rudolf Stambolla (1931–2021), Sänger und Schauspieler
- Fitnete Rexha (1933–2003), Volkssängerin
- Sali Shijaku (1933–unbekannt), Maler
- Hysen Filja (* 1935), Volksliedforscher
- Xhevat Lloshi (* 1937), Forscher im Bereich Albanologie/Balkanologie
- Pavllo Bukoviku (* 1939), Fußballspieler
- Aleksandër Meksi (* 1939), Ministerpräsident Albaniens zwischen 1992 und 1997
- Leka Zogu (1939–2011), Thronprätendent und Politiker, Sohn von Zogu I.
- Neritan Ceka (* 1941), Archäologe und Politiker
- Mikel Janku (1941–2019), Fußballtorhüter
- Gëzim Kasmi (1942–2016), Fußballspieler
- Francesca Romana Coluzzi (1943–2009), Schauspielerin
- Josif Kazanxhi (1943–2012), Fußballspieler
- Ymer Pampuri (1944–2017), Gewichtheber und Zirkusartist
- Rexhep Meidani (* 1944), Präsident Albaniens
- Afërdita Tusha (1945–2018), albanische Sportschützin
- Ylli Bufi (* 1948), Politiker
- Spartak Ngjela (* 1948), Jurist, Autor und Politiker

### 1951 bis 1975
- Fatos Lubonja (* 1951), Autor und Dissident
- Marenglen Verli (* 1951), Historiker
- Kastriot Islami (* 1952), Politiker
- Fatos Nano (* 1952), Politiker
- Arta Dade (* 1953), Politikerin
- Rexhep Çeliku (1954–2018), Choreograf und Tänzer
- Millan Baçi (* 1955), Fußballspieler
- Gramoz Pashko (1955–2006), Politiker und Wirtschaftswissenschaftler
- Shkëlqim Cani (* 1956), Politiker und ehemaliger Zentralbankspräsident
- Alida Hisku (* 1956), Sängerin
- Ioannis Pelushi (* 1956), orthodoxer Kirchenführer und Erzbischof von Albanien
- Ardian Klosi (1957–2012), Publizist, Autor und Aktivist
- Bamir Topi (* 1957), Staatspräsident von Albanien
- Arben Imami (* 1958), Politiker
- Arjan Bimo (* 1959), Fußballspieler
- Arben Minga (1959–2007), Fußballspieler
- Irma Libohova (* 1959), Volksmusik- und Popsängerin
- Mira Meksi (* 1960), Schriftstellerin
- Milva Ekonomi (* 1962), Politikerin
- Bashkim Fino (1962–2021), Politiker
- Ilir Gjoni (* 1962), Politiker und Diplomat
- Eduard Abazi (* 1963), Fußballspieler
- Inva Mula (* 1963), Sopranistin
- Sulejman Demollari (* 1964), Fußballspieler
- Edi Rama (* 1964), Politiker und Künstler
- Mimi Kodheli (* 1964), Politikerin
- Serxho (* 1965), Maler
- Manuela Delilaj (* 1966), Sportschützin
- Edmond Haxhinasto (* 1966), Politiker und albanischer Außenminister
- Merita Halili (* 1966), Volksmusiksängerin
- Mirela Kumbaro (* 1966), Hochschullehrerin und Politikerin
- Manjola Nallbani (* 1966), Sängerin
- Eduard Kaçaçi (* 1967), Fußballspieler
- Pandeli Majko (* 1967), Politiker
- Shpëtim Idrizi (* 1967), Politiker
- Lorenc Leskaj (* 1968), Fußballspieler
- Ornela Vorpsi (* 1968), Künstlerin und Schriftstellerin
- Ben Blushi (* 1969), Politiker und Publizist
- Kreshnik Spahiu (* 1969), Politiker
- Eranda Libohova (* 1969), Volksmusik- und Popsängerin
- Enkelejda Shehu (* 1969), Sportschützin
- Andis Harasani (1971–2025), Politiker und Ingenieur
- Belinda Balluku (* 1973), Politikerin
- Alban Bushi (* 1973), Fußballspieler
- Anila Denaj (* 1973), Politikerin
- Ilir Shaqiri (* 1973), albanisch-italienischer Balletttänzer, Choreograf, Tanzpädagoge, künstlerischer Leiter und Fernsehmoderator
- Ermonela Jaho (* 1974), Opernsängerin und Sopranistin
- Lulzim Basha (* 1974), Politiker
- Aldo Bumçi (* 1974), Politiker
- Anri Sala (* 1974), Künstler
- Artiola Toska (* 1975), Volksmusik- und Popsängerin
- Armando Zani (* 1975), Fußballspieler
- Edvin Murati (* 1975), Fußballspieler
- Altin Lala (* 1975), Fußballspieler
- Marsida Xhaferllari (* 1975), Juristin

### Ab 1976
- Holta Zaçaj (* 1976), Juristin
- Erjon Bogdani (* 1977), Fußballspieler
- Ledina Çelo (* 1977), Sängerin und Model
- Elvis Naçi (* 1977), Imam
- Klodian Duro (* 1977), Fußballspieler
- Elda Sorra (* 1978), Schauspielerin
- Rudens Turku (* 1978), Geiger
- Klodiana Shala (* 1979), Leichtathletin
- Adrian Aliaj (* 1976), Fußballspieler
- Ogerta Manastirliu (* 1978), Politikerin
- Saimir Tahiri (* 1979), Politiker
- Olta Xhaçka (* 1979), Politikerin
- Lea Ypi (* 1979), Politikwissenschaftlerin, Autorin
- Isli Hidi (* 1980), Fußballtorhüter
- Ilion Lika (* 1980), Fußballtorhüter
- Elva Margariti (* 1980), Politikerin
- Juliana Pasha (* 1980), Sängerin
- Elsa Lila (* 1981), Sängerin
- Eneda Tarifa (* 1982), Sängerin und Fernsehmoderatorin
- Flori Mumajesi (* 1982), Sänger und Musiker
- Ansi Agolli (* 1982), Fußballspieler
- Arbana Osmani (* 1983), Moderatorin und Journalistin
- Klajda Gjosha (* 1983), Politikerin
- Fjoralba Turku (* 1983), Jazzmusikerin
- Arben Kucana (* 1984), deutsch-albanischer Sportschütze
- Jürgen Gjasula (* 1985), Fußballspieler
- Masiela Lusha (* 1985), Schauspielerin
- Kristi Vangjeli (* 1985), Fußballspieler
- Besart „Bes“ Kallaku (* 1985), Schauspieler, Comedian, Sänger und Fußballspieler
- Romela Begaj (* 1986), Gewichtheberin
- Ronald Gërçaliu (* 1986), Fußballspieler
- Panagiotis Kone (* 1987), griechischer Fußballspieler
- Erjon Tola (* 1986), Skirennläufer
- Elvana Gjata (* 1987), Sängerin
- Anjeza Shahini (* 1987), Sängerin
- Elis Bakaj (* 1987), Fußballspieler
- Sabina Dana (* 1988), Sängerin
- Jahmir Hyka (* 1988), Fußballspieler
- Edgar Çani (* 1989), Fußballspieler
- Klaus Gjasula (* 1989), albanisch-deutscher Fußballspieler
- Ronela Hajati (* 1989), Musikerin
- Kristjan Sokoli (* 1991), American-Football-Spieler
- Olta Boka (* 1991), Sängerin
- Kejsi Tola (* 1992), Sängerin
- Almeda Abazi (* 1992), Model
- Irkenc Hyka (* 1992), Sänger
- Azet (* 1993), Deutschrapper[1]
- Klea Huta (* 1993), Sängerin und Schauspielerin
- Xhensila Myrtezaj (* 1993), Sängerin, Songwriterin, Tänzerin und Model
- Enxhi Seli-Zacharias (* 1993), deutsche Politikerin (AfD)
- Mario Barjamaj (* 1998), Fußballspieler
- Agim Dajçi (* 2000), Fußballspieler
- Alban Çejku (* 2001), Fußballspieler
- Ernest Muçi (* 2001), Fußballspieler

## Berühmte Einwohner von Tirana
- Dervish Hima (1873–1928), Publizist und Politiker
- Fan Noli (1882–1965), Bischof und Politiker
- Ahmet Zogu (1895–1961), König der Albaner
- Lasgush Poradeci (1899–1987), Dichter
- Stuart Edward Mann (1905–1986), Sprachwissenschaftler
- Enver Hoxha (1908–1985), politischer Führer im Kommunismus
- Eqrem Çabej (1908–1980), Albanologe
- Myqerem Fuga (1921–2003), Bürgermeister
- Andromaqi Gjergji (1928–2015), Ethnologin
- Dritëro Agolli (1931–2017), Schriftsteller und Publizist
- Maks Velo (1935–2020), Künstler und Architekt
- Ismail Kadare (1936–2024), Schriftsteller
- Vaçe Zela (1939–2014), Sängerin
- Fatos Kongoli (* 1944), Schriftsteller
- Sali Berisha (* 1944), Politiker
- Arian Leka (* 1966), Schriftsteller
- Ermonela Jaho (* 1974), Sopranistin
- Dr. Flori (1979–2014), Sänger
- Bleona Qereti (* 1979), Pop-Sängerin
- Luiza Gega (* 1988), Leichtathletin
- Greta Koçi (* 1991), Pop-Sängerin

## Ehrenbürger
- Galeazzo Ciano (1937)[2]
- Anton Jugow (1957)[3]
- Nikita Chruschtschow (1959)[4]
- Mahathir bin Mohamad (1993)[5]
- Norman Wisdom (1995)[6]
- Ibrahim Kodra (1996)[7]
- Wolfgang Schüssel (1996)[8]
- Osman Kazazi (1998)[9]
- Azem Hajdari (1998)[10]
- Ismail Kadare (1998)[11]
- Shefqet Ndroqi (1999)[12]
- Hans Peter Furrer (1999)[13]
- Sadik Kaceli (2000)[14]
- Hysen Kazazi (2000)[15]
- Dritëro Agolli (2001)[16]
- Robert Shvarc (2002)[17]
- Reshat Bardhi (2005)[18]
- Erzbischof Rrok Mirdita (2005)[19]
- Anastasios Yannoulatos (2005)[20]
- Haxhi Hafiz Sabri Koçi (2005)[21]
- Emir Sabah al-Ahmad al-Dschabir as-Sabah (2008)[22]
- George Soros (2005)[23]
- Eliza Dushku
- Hamad bin Chalifa Al Thani
- Franco Frattini (2012)
- Papst Franziskus
- Michael Granoff
- Stjepan Mesić (2015)
- Jeronim Bazo